# FMA Ae. MB.2 Bombi
ФМА Ae. MB.2 «Бомби» (исп. FMA Ae. MB.2 Bombi) — аргентинский одномоторный лёгкий бомбардировщик. Разработан по заказу ВВС Аргентины инженерами кордовского Института аэротехники. Первый и единственный военный самолёт национальной разработки, принятый на вооружение аргентинскими ВВС в предвоенный период.

## История
Прототип лёгкого бомбардировщика Ае. МВ.1 впервые был представлен в 1935 году. Первый опытный образец совершил полёт 9 июня 1935 года. Серийное производство Ae. MB.2 началось в 1936 году. Все 14 выпущенных Ае. МВ.2 поступили на службу в ВВС. Часть самолётов не была оборудована верхними стрелковыми установками, так как Аргентина не решилась вступить во Вторую мировую войну и воздушных противников у бомбардировщика не появилось. Эксплуатация «Бомби» в рядах аргентинских ВВС продолжалась около восьми лет. Последние машины были списаны в 1945 году.

## Конструкция
Представлял собой свободнонесущий моноплан с низкорасположенным крылом. Самолёт имел смешанную конструкцию — крылья изготовлялись из дерева, фюзеляж собирался из дюралевых труб, крылья и фюзеляж обшивались полотном. Кабина пилота была выполнена закрытой. В носовой части самолёта под кольцевым капотом располагался поршневой звездообразный двигатель Wright SGR-1820-F3 Cyclone, вращавший трехлопастный металлический воздушный винт.

## Тактико-технические характеристики
Источник данных: 

Технические характеристики
- Экипаж: 3
- Длина: 10,90 м
- Размах крыла: 17,20 м
- Высота: 2,80 м
- Площадь крыла: 35,00 м²
- Масса пустого: 2120 кг
- Нормальная взлётная масса: 3500 кг
- Силовая установка: 1 × ПД Wright SGR-1820-F3 Cyclone
- Мощность двигателей: 1 × 715 л. с.

Лётные характеристики
- Максимальная скорость: 285 км/ч
- Крейсерская скорость: 240 км/ч
- Практическая дальность: 600 км
- Практический потолок: 6 700 м
- Скороподъёмность: 286 м/мин

Вооружение
- Стрелково-пушечное: 1 × 7,65-мм Madsen
1 × 11,25-мм Madsen
1 × 7,65-мм
- Бомбы: 400 кг

## Оценка проекта
По основным характеристикам аргентинский бомбардировщик явно отставал от зарубежных аналогов. Факты боевых действий в Европе говорили о том, что в случае вступления Аргентины в войну этому самолёту явно будет уготована незавидная участь. Вся «боевая работа» Ае. МВ.2 сводилась к ведению разведки и патрулированию воздушного пространства страны.